# Monte San Marco
Il monte San Marco (in sloveno: Markov hrib) è un'altura di 227 metri della Slovenia occidentale. Sovrasta la località slovena di San Pietro e la piana di Gorizia.
Durante la prima guerra mondiale fu teatro di violenti scontri tra le truppe italiane e quelle austro-ungariche.

## Storia
Il monte San Marco acquisì importanza durante la sesta battaglia dell'Isonzo, quando gli italiani, dopo aver conquistato Gorizia, si spinsero di slancio verso le alture ad est della città. Su queste posizioni, così come sui monti posti a nord, gli austro-ungarici erano riusciti ad allestire una solido sbarramento difensivo basato su alcuni capisaldi appositamente fortificati. In questo nuovo scacchiere il monte San Marco, che ne costituiva il bastione meridionale, divenne per gli stati maggiori italiani un obbiettivo di primaria importanza. Dalla sua vetta infatti non solo si dominavano le trincee italiane lungo la Vertoibizza, ma si controllava anche la strada che conduceva al Carso. Già dopo la conquista di Gorizia, dal 14 al 17 agosto, le truppe della 2ª Armata tentarono inutilmente e a costo di perdite altissime di conquistarlo.
Durante la nona battaglia dell'Isonzo il monte San Marco fu pesantemente attaccato dalle truppe del XXVI Corpo d'armata del generale Alberto Cavaciocchi. Nonostante le perdite gravissime, gli italiani riuscirono a conquistare quota 171 senza tuttavia raggiungere l'obbiettivo di espugnare anche la vetta dove la guarnigione austro-ungarica continuava tenacemente a resistere. Il Regio Esercito non riuscì mai a conquistare il monte San Marco.
Dopo la seconda guerra mondiale, in base ai trattati di Parigi del 1947, il monte San Marco passò alla Jugoslavia.

## Monumenti
L'8 agosto 1923 fu inaugurato sulla vetta del San Marco un monumentale obelisco, con annessa cappella, alla presenza di Vittorio Emanuele III. Nel 1949 il monumento, ormai in territorio jugoslavo, fu demolito su iniziativa della locale Lega della Gioventù Comunista. Lo stesso anno, sul castello di Gorizia, fu eretta una piccola replica simbolicamente rivolta verso il monte. La località a nord-ovest della cima è stata intitolata bosco Palmieri in memoria di Costantino Palmieri.